# Nonius Marcellus
Nonius Marcellus est un grammairien et lexicographe latin. Il vivait à la fin du IIIe ou au début du IVe siècle apr. J.-C.

## Biographie
Il est souvent appelé le « Péripatéticien de Thubursicum » (ou Thubursicu, en Numidie, lieu probable de sa naissance). Il est l'auteur d'une sorte de lexique, appelé De compendiosa doctrina, en 20 sections ou chapitres, dont les douze premiers traitent de langue et de grammaire, les huit autres de sujets spéciaux (navigation, costume, nourriture, armes). Les sujets y sont présentés en ordre alphabétique. L'ouvrage est une compilation de commentaires sur les auteurs cités (que Nonius ne connaît que de seconde main) et de dictionnaires et grammaires antérieurs. Nonius a une dette particulière envers Verrius Flaccus et Aulu-Gelle, ainsi qu'envers Cicéron pour l'Hortensius (18 citations), le De finibus bonorum et malorum  et le Cato Maior de Senectute (56 citations).
La Doctrina est précieuse en ce qu'elle préserve des fragments d'anciens dramaturges, annalistes, satiristes et écrivains antiques. Il est remarquable que, dans les citations d'écrivains, Nonius suive toujours le même ordre, commençant par Plaute et finissant par Varron et Caton le Censeur. La reconstitution de plusieurs œuvres et traités (tel les Togata ou Accius) est facilitée par la loi de Lindsay (lex Lindsay), du nom de l'éditeur Wallace Lindsay, à l'origine de la découverte : Nonius pour une même œuvre, en organisant les lemmes, dispose les citations dans l'ordre du texte d'origine,. Les grammairiens Priscien et Fulgence firent de larges emprunts à son livre; au Ve siècle, un certain Julius Tryphonianus Sabinus en procura une édition révisée et annotée.

## Éditions
- Lucian Müller, 1888
- J. H. Onions, 1895
- Wallace Lindsay (en), Teubner, 1903, vol. 1, vol. 2, vol. 3

## Travaux
- Articles dans Classical Review (déc. 1888, juin et juillet 1889)
- J. H. Onions (oct. 1890, oct. 1895, févr. 1896, févr. 1902)
- W. M. Lindsay
- Journal of Philology, xvi. (1888), xviii. (1890), (JH Onions), xxi. (1893). ("The Printed Editions of Nonius, " par H. Nettleship)
- (en) Stephen Barney, W. J. Lewis, J. A. Beach et Oliver Berghof, The Etymologies of Isidore of Seville, Cambridge, Cambridge University Press, 2006
- Paul Monceaux, Les Africains. Étude sur la littérature latine d'Afrique (1894)
- W. S. Teuffel, History of Roman Literature (trad. anglaise), 404A;
- Martin Schanz, Geschichte der römischen Literatur, iv. 1 (1904).